# En orientering om civilforsvaret
En orientering om civilforsvaret er en dansk dokumentarfilm fra 1968, der er instrueret af Vincent Hansen.

## Handling
Denne artikel mangler et handlingsreferat. Hjælp os med at skrive det.